# Tim Couch
Timothy Scott Couch (* 31. Juli 1977 in Hyden, Kentucky) ist ein ehemaliger US-amerikanischer American-Football-Spieler. Er spielte fünf Saisons auf der Position des Quarterbacks für die Cleveland Browns in der National Football League (NFL).

## Karriere

### Highschool und College

#### Werdegang
Couch spielte Highschoolfootball an der Leslie County High in Hyden und war dort einer der erfolgreichsten Quarterbacks aller Zeiten. Er stellte die Rekorde für die meisten komplettierten Pässe (872), den meisten Raumgewinn durch Passspiel (12.104), die meisten Touchdownpässe (133) und die höchste Komplettierungsquote in einer Saison (75,1 %) auf.
1996 kam er an die University of Kentucky, wo er unter Head Coach Bill Curry für die Kentucky Wildcats College Football spielte. Unter Curry erhielt Couch nur wenige Möglichkeiten den Ball zu werfen, da Currys Offense auf der laufintensiven Option Offense basierte. Nach einem 1-6-Start wurde jedoch Curry entlassen und später durch Hal Mumme ersetzt. Im ersten Spiel unter Mumme während der Saison 1997 warf Couch gegen den Lokalrivalen Louisville für 398 Yards und vier Touchdowns. Drei Wochen später glich er den SEC-Rekord mit sieben Touchdownpässen in einem Spiel aus. In der gleichen Saison führte Couch die Wildcats zum ersten Sieg gegen Alabama seit 1922. Er beendete die Saison mit 363 von 547 vervollständigten Pässen, 3.884 erworfenen Yards und 37 Touchdownpässen. Er führte die Nation in Passversuchen, komplettierten Pässen, erworfenen Yards und Komplettierungsquote an. Aufgrund einer schlechten Defense konnten die Wildcats jedoch nur fünf ihrer elf Spiele gewinnen. Couch wurde ins Second-team All-SEC gewählt und war Neunter bei der Wahl des Heisman-Trophy-Gewinners.
Als Junior komplettierte Couch 400 von 553 Pässen für 4275 Yards und 36 Touchdowns. Er führte die Nation in komplettierten Pässen an und hatte die zweitbeste Komplettierungsquote, die zweitmeisten erworfenen Yards und die zweitmeisten Touchdownpässe. Nach der Saison erhielten die Wildcats die Chance im Outback Bowl zu spielen, die erste Bowlteilnahme der Mannschaft seit 1993. Bei der Wahl des Gewinners der Heisman Trophy wurde er Vierter, gewann jedoch die Wahl zum SEC-Spieler des Jahres und wurde zum First-team All-American gewählt. Nach seiner Junior-Saison entschied er sich das College zu verlassen. Insgesamt warf er für 74 Touchdowns und 8.835 Yards. Er hatte in seinen drei Jahren am College sieben NCAA-, 14 SEC- und 26 Schulrekorde gebrochen.
2024 wurde er für seine Leistungen am College in die College Football Hall of Fame aufgenommen.

#### Statistiken
| Saison | Passspiel        | Passspiel    | Passspiel | Passspiel            | Passspiel | Passspiel | Laufspiel | Laufspiel | Laufspiel |
| Saison | Komplettierungen | Passversuche | Yards     | Komplettierungsquote | TD        | INT       | Läufe     | Yards     | TD        |
| ------ | ---------------- | ------------ | --------- | -------------------- | --------- | --------- | --------- | --------- | --------- |
| 1996   | 32               | 84           | 276       | 38,1                 | 1         | 1         | 24        | −26       | 0         |
| 1997   | 363              | 547          | 3.884     | 66,4                 | 37        | 19        | 66        | −125      | 3         |
| 1998   | 400              | 553          | 4.275     | 72,3                 | 36        | 15        | 64        | −124      | 1         |
| Gesamt | 795              | 1.184        | 8.435     | 67,1                 | 74        | 35        | 154       | −275      | 4         |

### NFL

#### Cleveland Browns
Couch konnte durch seine Leistungen in der Quick Read-and-Throw Offense von Mumme, insbesondere das Finden der zweiten und dritten Receiver, die wiedergegründeten Cleveland Browns auf sich Aufmerksam machen. Er wurde im NFL Draft 1999 als Gesamterster von diesen ausgewählt. Nachdem die Browns ihr erstes Spiel mit 0:43 verloren wurden Couch zum Starter ernannt. Den ersten Sieg der Browns erzielte er am 31. Oktober 1999, als Couch nach einem Hail Mary Pass auf Receiver Kevin Johnson die Browns zum 21:16-Sieg über die New Orleans Saints führte. Er musste in seiner ersten Saison 56 Sacks einstecken, Ligahöchstwert. In der Saison 2000 startete Couch sieben Spiele, ehe er wegen einer Daumenverletzung ausfiel. 2001 konnte er die Browns bereits zu einer 7-9-Bilanz führen.
Couchs erfolgreichste Saison kam 2002, als er die Browns in die ersten Play-offs seit 1994 führte und in nur 14 Spielen 18 Touchdowns warf. Darunter war auch ein siegbringender Hail Mary auf Quincy Morgan im Spiel gegen die Jacksonville Jaguars. Im finalen Regular-Season-Spiel brach sich Couch jedoch das Bein und fiel dadurch für die Play-offs aus. Zur Saison 2003 verlor er seinen Starting Job während der Training Camps an Kelly Holcomb, gewann ihn jedoch wieder, um ihn dann wieder zu verlieren. Nachdem sich Holcomb verletzt hatte, wurde Couch wieder Starter. Hinter einer durch Verletzungen geschwächten Offensive Line konnte er die Browns jedoch nicht in die Play-offs führen. Mit den Browns verlor er fünf der letzten sechs Spiele und beendete so die Saison mit einer 5-11-Bilanz. Seine Zukunft in Cleveland wurde unklar. Im März 2004 verpflichteten die Browns Jeff Garcia als neuen Quarterback und Couch wurde erneut Backup. Da er in der Saison 2004 7,6 Millionen Dollar verdient haben würde, mehr als die Browns für einen Backupquarterback ausgeben wollten, versuchte Cleveland Couch zu den Green Bay Packers zu tauschen. Nachdem dies nicht gelungen war, wurde er am 9. Juni 2004 entlassen.

#### Nach den Browns
Nach seiner Entlassung verpflichteten ihn die Packers für ein Jahr. Couch hatte jedoch Schulterbeschwerden und Probleme die West Coast Offense der Packers aufzugreifen. In drei Preseasonspielen gelangen ihm nur 11 von 34 Pässen für 96 Yards. Er wurde noch vor Saisonbeginn wieder entlassen. Couch unterzog sich daraufhin einer Operation, da sein Labrum, sein Bizeps und seine Rotatorenmanschette gerissen waren. Während des andauernden Heilungsprozesses verletzte er sich 2006 erneut an der Rotatorenmanschette. 2007 versandt er dann ein Memo an alle NFL-Teams, in dem er informierte, dass er wieder gesund sei. Die Jacksonville Jaguars verpflichteten ihn daraufhin für zwei Jahre. Anfang August 2007 wurde er jedoch bereits wieder entlassen. Im Oktober 2007 wurde Couch von der NFL wegen Steroidmissbrauchs für sechs Spiele gesperrt.
Nach seinem Karriereende ging er zum Fernsehen. Er begann für Fox Sports South Spiele der SEC zu kommentieren. 2018 kehrte Couch zu den Browns zurück, um die Preseasonspiele zu kommentieren.

#### Statistiken
| Saison | Passspiel | Passspiel | Passspiel        | Passspiel    | Passspiel | Passspiel            | Passspiel | Passspiel | Passspiel | Laufspiel | Laufspiel | Laufspiel |
| Saison | Spiele    | Starts    | Komplettierungen | Passversuche | Yards     | Komplettierungsquote | TD        | INT       | Rating    | Läufe     | Yards     | TD        |
| ------ | --------- | --------- | ---------------- | ------------ | --------- | -------------------- | --------- | --------- | --------- | --------- | --------- | --------- |
| 1999   | 15        | 14        | 223              | 399          | 2.447     | 55,9                 | 15        | 13        | 73,2      | 40        | 267       | 1         |
| 2000   | 7         | 7         | 137              | 215          | 1.483     | 63,7                 | 7         | 9         | 77,3      | 12        | 45        | 0         |
| 2001   | 16        | 16        | 272              | 454          | 3.040     | 59,9                 | 17        | 21        | 73,1      | 38        | 128       | 0         |
| 2002   | 14        | 14        | 273              | 443          | 2.842     | 61,6                 | 18        | 18        | 76,8      | 23        | 77        | 0         |
| 2003   | 10        | 8         | 120              | 203          | 1,319     | 59,1                 | 7         | 6         | 77,6      | 11        | 39        | 1         |
| Gesamt | 62        | 59        | 1.025            | 1.714        | 11.131    | 59,8                 | 64        | 67        | 75,1      | 124       | 556       | 2         |